# Lassen County
Lassen County är ett administrativt område i delstaten Kalifornien, USA. År 2010 hade Lassen County 34 895 invånare. Den administrativa huvudorten (county seat) är Susanville.
Del av Lassen Volcanic nationalpark ligger i countyt. 

## Geografi
Enligt United States Census Bureau så har countyt en total area på 12 226 km². 11 803 km² av den arean är land och 422 km² är vatten. 

### Angränsande countyn
- Sierra County, Kalifornien - sydost
- Plumas County, Kalifornien - syd
- Shasta County, Kalifornien - väst

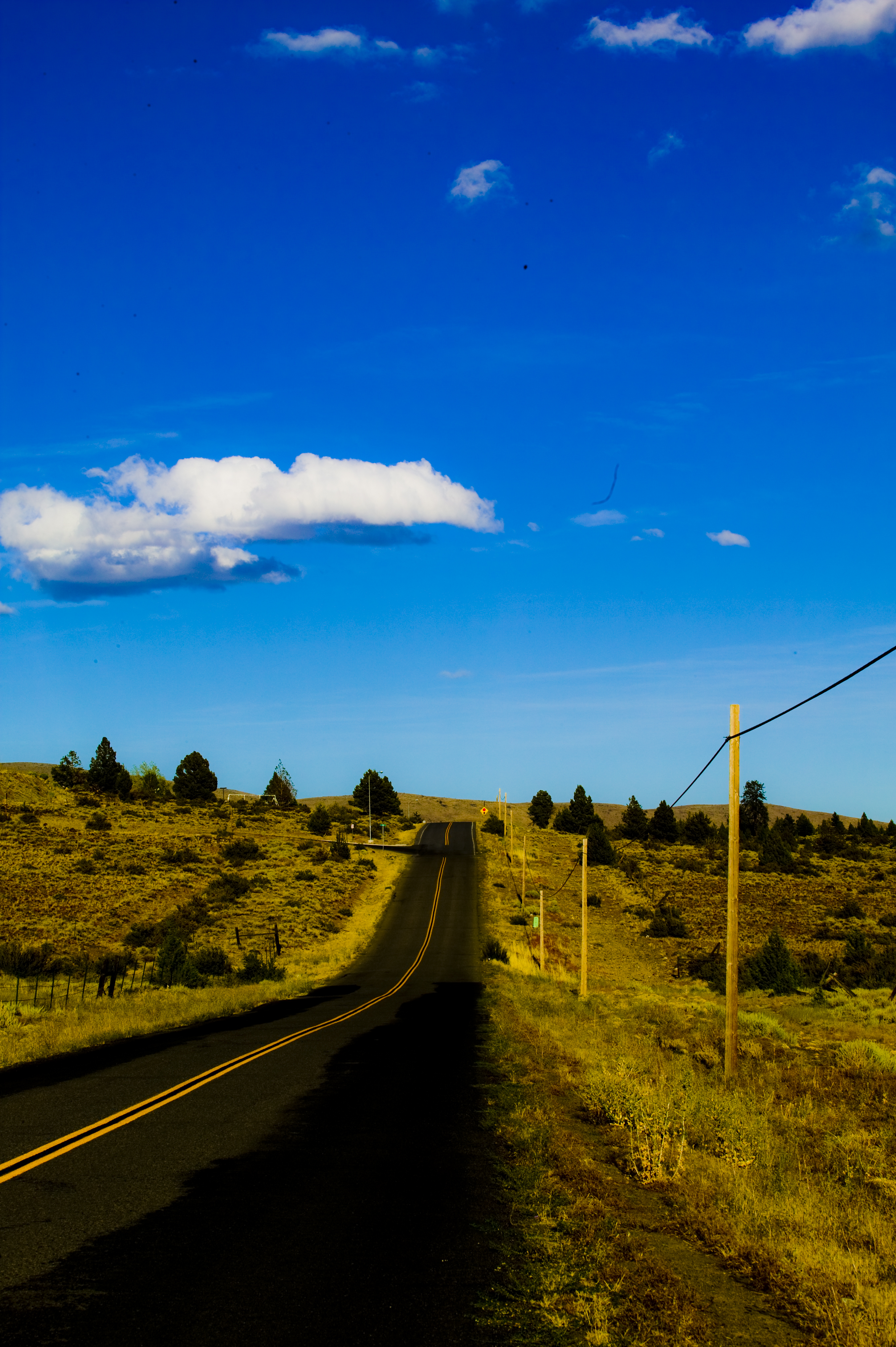
Väg norr om staden Susanville i Lassen County

- Modoc County, Kalifornien- nord
- Washoe County, Nevada - öst